# 托馬什·庫貝克
托馬什·庫貝克（1992年8月26日—）是一位捷克足球運動員，場上司职守門員，現在效力於德甲球隊奥格斯堡，并代表捷克各級國青隊以及捷克成年国家队參加国际比賽。